# Béla Bugár
Béla Bugár (ur. 7 lipca 1958 w Bratysławie) – słowacki inżynier i polityk węgierskiego pochodzenia, jeden z liderów mniejszości węgierskiej na Słowacji, były przewodniczący Partii Węgierskiej Koalicji (1998–2007) oraz Rady Narodowej (2006). Założyciel i pierwszy przewodniczący ugrupowania Most-Híd.

## Życiorys
W 1982 ukończył studia na Wydziale Budownictwa Słowackiego Uniwersytetu Technicznego w Bratysławie (Slovenská technická univerzita v Bratislave, SVŠT), po czym pracował jako inżynier w tym mieście (1982–1990).
W 1990 zaangażował się w działalność polityczną, zostając członkiem zarządu Węgierskiego Ruchu Chrześcijańsko-Demokratycznego (słow. Maďarské kresťanskodemokratické hnutie, MKDH). W latach 1991–1998 był przewodniczącym partii. Po zjednoczeniu węgierskich organizacji społecznych i politycznych na Słowacji w 1998 objął funkcję przewodniczącego Partii Węgierskiej Koalicji, którą pełnił do 2007. W 2009 stanął na czele nowo utworzonego ugrupowania politycznego Most-Híd.
Od 1990 wybierany na posła, początkowo zasiadał w czechosłowackim Zgromadzeniu Federalnym (1990–1992), następnie uzyskiwał mandat do słowackiej Radzy Narodowej (wybierany w latach 1992, 1994, 1998, 2002 i 2006). W lutym 2006, gdy Pavol Hrušovský ustąpił z funkcji przewodniczącego parlamentu, objął obowiązki przewodniczącego Rady Narodowej, które wykonywał przez kilka miesięcy. W parlamencie pracował m.in. w komisji bezpieczeństwa i obrony narodowej. W wyborach w 2010 ponownie wybrany do Rady Narodowej z ramienia Most-Híd. Mandat utrzymywał również w 2012 i 2016.
W 2019 kandydował w wyborach prezydenckich, zajmując 6. miejsce w I turze z wynikiem 3,1% głosów. W 2020 kierowane przez niego ugrupowanie nie przekroczyło wyborczego progu do Rady Narodowej. Béla Bugár ogłosił wówczas swoją rezygnację z funkcji przewodniczącego Most-Híd.